# Заади, Грас
Грас Заади Деуна (фр. Grâce Zaadi Deuna; род. 7 июля 1993, Куркурон) — французская гандболистка, играет на позиции центрального полузащитника. Игрок национальной сборной Франции с 2013 года. Чемпионка мира и Европы, Олимпийская чемпионка 2021 года. Игрок гандбольного клуба «Бухарест».

## Спортивная карьера
В 2010 году в возрасте 16 лет поступила в гандбольный учебный центр Меца. С 2013 года играла в основе клуба «Мец». В 2012 году выиграла серебряные медали на Чемпионате мира среди юниоров. В 2013 году получила первый вызов во взрослую сборную Франции, вместе с которой заняла 6-е место на чемпионате мира.
На следующем чемпионате мира 2015 года заняла со сборной Франции 7-е итоговое место. Продолжала стабильно играть в составе «Меца» как в национальном чемпионате так и в еврокубковых турнирах.
В 2016 году стала серебряным призёром Олимпийских игр в Рио-де-Жанейро, где сборная Франции уступила в финальном поединке сборной России. В этом же году стала бронзовым призёром чемпионата Европы.
В 2017 году стала одним из лидеров сборной Франции, которая во многом благодаря её успешной игре выиграла титул чемпионок мира 2017 года. В 2018 году стала чемпионкой Европы.
В 2020 году после семи лет выступления на клубном уровне за «Мец», в составе которого успела несколько раз стать чемпионкой Франции, перешла в состав российского клуба «Ростов-Дон». В составе нового клуба быстро заняла место игрока основного состава.
Вторую половину сезона-2021/22 провела в «Мец», с которым стала чемпионом страны и обладательницей Кубка Франции, а в Лиге чемпионов завоевала бронзу.

## Титулы и достижения

### В клубе
- финалист Кубка ЕГФ (C3) в 2013 году (с Мецем)
- четвёртое место в Лиге чемпионов 2019 и 2022 годах (с Мецем)
- Чемпионка Франции в 2011, 2013, 2014, 2016, 2017, 2018, 2019 и 2022 годах (с Мецем)
- победитель Кубка Франции в 2013[5], 2015, 2017 и 2019 годах (с Мецем)
- победитель Кубка французской лиги в 2011 и 2014 годах (с Мецем)

### В сборной
Олимпийские игры
- 2-е место на Олимпийских играх 2016

Чемпионат мира
- 1-е место на Чемпионате мира 2017
- 7-е место на Чемпионате мира 2015
- 6-е место на Чемпионате мира 2013

Чемпионат Европы
- 2-е место на Чемпионате Европы 2020
- 1-е место на Чемпионате Европы 2018
- 3-е место на Чемпионате Европы 2016
- 5-е место на Чемпионате Европы 2014

### Индивидуальные награды
- признана лучшим центральным полузащитником чемпионата мира в 2017 году[6]
- признана лучшим центральным полузащитником сезона чемпионата Франции 2017—2018[7] и чемпионата Франции 2018—2019[8]

## Награды
- кавалер Национального ордена за заслуги